# バラー丼
『バラー丼』（バラーどん）は、いきものがかりの1作目のバラードベスト・アルバム。2012年12月19日にCDで発売。発売元はエピックレコードジャパン。

## 概要
いきものがかり初のバラード・ベストアルバム。1年間にアルバムを2作リリースするのは2008年以来4年ぶりで、初回生産限定盤には「マフラータオル（『バラー丼』限定バージョン）」「いきものカード031」が付属している（「いきものカード031」は初回仕様限定盤にも付属）。タイトル「バラー丼」は「バラード」と「丼」を引っ掛けたダジャレで、考案したのは山下である。
本作は発売前までに発表された全楽曲からバラードに該当する楽曲に、ロンドンのリアル・ワールド・スタジオでレコーディングを行なった「風が吹いている -UK recorded version-」を加えた全13曲が収録されている。2年前に発売した前回のベストアルバム『いきものばかり〜メンバーズBESTセレクション〜』はシングル曲・アルバム曲・カップリング曲から幅広く選曲されたのに対して、本作は大半がシングルA面曲で構成されているほか、吉岡が制作した曲や新曲が収録されていないなど選曲の傾向が大きく異なる。
本作のCMには山西惇が出演しているものと、蓮佛美沙子が出演しているものの2種類存在する。

## チャート成績
- 2012年12月31日付オリコン週間アルバムチャートで、『My song Your song』から5作連続となる初登場1位を獲得[8]。しかし、『いきものばかり』発売からわずか2年しか経っていないことや、『いきものばかり』と収録曲が新録を除く12曲中7曲も重複している影響もあって、初動売上は約10.8万枚と『NEWTRAL』（約19.3万枚）から大きく落とす結果となり、累計売上も『ライフアルバム』以来5作ぶりに30万枚を下回った。
- 2013年度オリコン上半期アルバムランキングでは7位にランクインし、いきものがかりのアルバムが上半期TOP10入りしたのは『My song Your song』から5作連続となった。

## 収録曲
- CDは初回生産限定盤・初回仕様限定盤・通常盤共通収録。本作品のみ既発曲をアレンジしたバージョン楽曲の解説は後述の#曲解説、既発曲の解説は各収録作品をそれぞれ参照のこと。

| #         | タイトル                                 | 作詞・作曲 | 編曲                 | 時間  |
| --------- | ---------------------------------------- | ---------- | -------------------- | ----- |
| 1.        | 「風が吹いている -UK recorded version-」 | 水野良樹   | 井上鑑               | 9:17  |
| 2.        | 「ありがとう」                           | 水野良樹   | 本間昭光             | 6:01  |
| 3.        | 「プラネタリウム」                       | 水野良樹   | 田中ユウスケ・湯浅篤 | 5:58  |
| 4.        | 「帰りたくなったよ」                     | 水野良樹   | 島田昌典             | 6:06  |
| 5.        | 「SAKURA」                               | 水野良樹   | 島田昌典             | 5:54  |
| 6.        | 「YELL」                                 | 水野良樹   | 松任谷正隆           | 5:57  |
| 7.        | 「歩いていこう -piano intro version-」   | 水野良樹   | 本間昭光             | 6:12  |
| 8.        | 「心の花を咲かせよう」                   | 山下穂尊   | 島田昌典             | 4:43  |
| 9.        | 「茜色の約束」                           | 水野良樹   | 島田昌典             | 4:54  |
| 10.       | 「ふたり」                               | 水野良樹   | 島田昌典             | 6:16  |
| 11.       | 「明日へ向かう帰り道」                   | 山下穂尊   | 住友紀人             | 4:47  |
| 12.       | 「コイスルオトメ」                       | 水野良樹   | 田中ユウスケ         | 5:17  |
| 13.       | 「風が吹いている」                       | 水野良樹   | 亀田誠治             | 7:40  |
| 合計時間: | 合計時間:                                | 合計時間:  | 合計時間:            | 79:02 |

## 曲解説
1. 風が吹いている -UK recorded version-
24thシングルの新録バージョン。
シングルバージョンよりもオーケストラを前面に押し出して、よりクラシックな雰囲気となっている。また、イントロや間奏を追加したり、一部分のテンポが遅くなっているため、演奏時間が9分以上とシングルバージョンよりもさらに長くなっている。
いきものがかりはこれまで海外でレコーディングを行なうことがなかったため、これが初の海外レコーディングによる音源となる。また、シングルA面曲で新録バージョンが制作されたのはこの曲が初めてとなる。
2. ありがとう
18thシングル。
3. プラネタリウム
11thシングル。
4. 帰りたくなったよ
9thシングル。
5. SAKURA 　 
1stシングル。
6. YELL
15thシングル「YELL/じょいふる」の1曲目。
7. 歩いていこう -piano intro version-
21stシングル。
主題歌となったドラマ『ランナウェイ〜愛する君のために』で使用されていた、ピアノのイントロを追加したバージョンでの収録。このバージョンは、ライブバージョンが『なまものばかり〜メンバーズBEST LIVEセレクション〜』に収録されているが、スタジオレコーディング版は本作でCD初収録となる。
8. 心の花を咲かせよう
3rdアルバム『My song Your song』収録曲。
9. 茜色の約束
7thシングル。
10. ふたり
13thシングル。
シングルバージョンはアルバム初収録。
11. 明日へ向かう帰り道
4thアルバム『ハジマリノウタ』収録曲。
本アルバムの収録曲（新録バージョンを除く）のうち、『いきものばかり〜メンバーズBESTセレクション〜』および2016年のベストアルバム『超いきものばかり〜てんねん記念メンバーズBESTセレクション〜』のいずれにも収録されていないのは本曲のみである。
12. コイスルオトメ
3rdシングル。
13. 風が吹いている   　　 
24thシングル。
アルバム初収録。

## 演奏
- 吉岡聖恵：Vocal&Background Vocal
- 水野良樹：Electric Guitar,Acoustic Guitar&Background Vocal
- 山下穂尊：Acoustic Guitar,Harmonica&Background Vocal
- Ged Lynch：Drums (#1)
- John Gilbin：Electric Bass (#1)
- David Rhodes,Peredur ap Gwynedd：Electric Guitar (#1)
- 井上鑑：Piano (#1)
- Perry Montague-Mason,Emlyn Singleton,Mark Berrow,Steve Morris,Boguslaw Kostecki,Patrick Kieman,Everton Nelson,Chris Tombling,Tom Pigott-Smith,Gaby Lester,Warren Zielinski,Dave Woodcock,Jim McLeod,Dai Emanuel：Violin (#1)
- John Heley,Caroline Dearnley,Nick Cooper,Ian Burge,Chris Worsey,Tony Lewis：Cello (#1)
- Steve Sidwell,Paul Spong,Andy Greenwood：Trumpet (#1)
- Mark Nightingale,Nei Sidwell,Trevor Myers,Ade Halliwell：Trombone (#1)
- Richard Watkins,Pip Eastop：French Horn (#1)
- Dave Bishop：Baritone Sax&Bass Clarinet (#1)
- David Theodore：Oboe (#1)
- Jane Pickles：Flute (#1)
- Steve Vintner,Dave Griffiths：Percussion (#1)
- 河村智康
  - Drums (#2.3.5.6.9.13)
  - Tambourine (#5.6.9.13)
- 美久月千晴：Electric Bass (#2.3.6-10)
- 遠山哲朗：Acoustic Guitar&Electric Guitar (#2)
- 佐野聡：Trombone (#2)
- 弦一徹ストリングス：Strings (#2.5.7.9.12)
- 飯田高広：Synthesizer (#2.7)
- 本間昭光：Piano,Organ&All Other Instruments (#2.7)
- 椎野恭一：Drums (#3.12)
- 井上富雄：Electric Bass (#3)
- 藤井謙二
  - Acoustic Guitar (#3)
  - Electric Guitar (#3.12)
- 岡村美央ストリングス：Strings (#3)
- 田中ユウスケ
  - All Other Instruments (#3)
  - Programming (#3.12)
- 湯浅篤：All Other Instruments&Programming (#3)
- 西川進：Acoustic Guitar&Electric Guitar (#4)
- 島田昌典
  - Piano (#4.5.8.9.10)
  - Organ,Tambourine (#4.8.10)
  - All Other Instruments (#4)
  - Programming (#8.9.10)
  - Mellotron (#9)
- 真部裕ストリングス：Strings (#4.8.9)
- スティング宮本：Electric Bass (#5)
- 狩野良昭：Acoustic Guitar&Electric Guitar (#5.8.9.10)
- 鳥山雄司：Acoustic Guitar&Electric Guitar (#6)
- 松任谷正隆：Keyboards&Programming (#6)
- 阿部雅士：Principal,Cello (#6)
- 栄田嘉彦、村田幸謙、栄田緑、中嶋弦一郎、矢野晴子、小倉達夫、大林典代、金原千恵子、伊藤佳奈子、浜野考史：Violin (#6)
- 渡部安見子、古川原裕仁：Viola (#6)
- 松葉春樹：Cello (#6)
- 玉田豊夢
  - Drums (#7.8)
  - Tambourine (#7)
- 古川昌義：Acoustic Guitar&Electric Guitar (#7)
- 坂田学：Drums (#10)
- 鶴谷智生：Drums (#11)
- 金森佳朗：Electric Bass (#11)
- 渡辺格：Acoustic Guitar (#11)
- 宮坂雅美ストリングス：Strings (#11)
- 藤田乙比古：Horn (#11.13)
- 高橋臣宣：Horn (#11)
- 村田陽一、東條あずさ：Trombone (#11)
- 住友紀人：Piano (#11)
- 沖山優司：Electric Bass (#12)
- 今堀恒雄 ：Acoustic Guitar (#12)
- 亀田誠治：Electric Bass&Programming (#13)
- 佐橋佳幸：Acoustic Guitar&Electric Guitar (#13)
- 皆川真人：Piano (#13)
- 豊田泰孝：Manipulation (#13)
- 金原千恵子ストリングス：Strings (#13)